# مرد شیک‌پوش
مرد شیک‌پوش (به انگلیسی، Sharp Dressed Man) آهنگی از گروه راک آمریکایی زی‌زی تاپ است که در آلبوم هشتم این گروه یعنی حذف‌کننده در سال ۱۹۸۳ منتشر شد.